# Kanton Nanterre-Nord
Der Kanton Nanterre-Nord war von 1967 bis 2015 ein französischer Wahlkreis im Arrondissement Nanterre, im Département Hauts-de-Seine und in der Region Île-de-France. Der letzte Vertreter im Generalrat des Départements war von 2008 bis 2015 Patrick Jarry (zunächst PCF, dann FASE). 
Der Kanton bestand aus einem Teil der Stadt Nanterre.

## Bevölkerungsentwicklung
| 1990   | 1999   | 2008   |
| ------ | ------ | ------ |
| 35 172 | 33 173 | 36 315 |